# یاروسلاو کژیچکا
یاروسلاو کژیچکا (چکی: Jaroslav Křička; ۲۷ اوت ۱۸۸۲ – ۲۳ ژانویهٔ ۱۹۶۹) آهنگساز اپرا و کلاسیک، مربی موسیقی، رهبر موسیقی اهل جمهوری چک بود.
از افتخارات وی میتوان به کسب مدال برنز موسیقی ارکستر در بخش مسابقات هنری بازی‌های المپیک تابستانی ۱۹۳۶ اشاره کرد.